# Canserbero
Tirone José González Orama (Caracas, 11 de març de 1988 - Maracay, 20 de gener de 2015), més conegut pel seu nom artístic Canserbero, fou un raper, cantant, compositor i activista social veneçolà. Va ser un dels intèrprets més significatius del rap no comercial al seu país d'origen, i al mateix temps va tenir notorietat en altres territoris d'Amèrica Llatina i a Espanya. Des de jove va mostrar interès per la música, principalment influenciat pel Reggaeton, però després de l'assassinat del seu mig germà, les seves referències musicals van canviar a gèneres més crítics com l'hip-hop i el Rock dur, apreciable en temes com «És èpic».
Canserbero, al llarg de la seva carrera, va arribar a publicar dos àlbums d'estudi com a solista, Vida (2010) i Muerte (2012) respectivament, i va tenir diverses cançons notòries com «Pensando en ti», «C’est la mort», «Maquiavélico», entre d'altres. Tanmateix, va participar com a vocalista en diverses cançons d'artistes d'Amèrica Llatina i Espanya com a Mala Rodríguez, amb qui va gravar una cançó titulada Ella (2013). A finals de gener de 2015 Canserbero aparegué mort després d'haver caigut de l'apartament on estava instal·lat; hi ha diverses hipòtesis sobre la seva mort.

## Carrera musical
Des de ben jove es va interessar en la música rock i reggaeton. Als onze anys va començar a aparèixer públicament en escena sota el nom artístic de Canserbero, un argot del llatinisme gos cèrber (en llatí, canis cerberus) que significa «guardià», fent al·lusió a Cèrber de la mitologia grega. Segons l'artista, en aquell temps realitzava actuacions sense importar el missatge que transmetien les seves lletres.
L'any 1999, va conèixer Manuel Galvis, també conegut com a Blackamikase, i al productor Afromak, pseudònim de Leonardo Díaz; ells van integrar una banda anomenada Codis de barri, influenciada per Comando 57 i Supremacy Hip-hop Clan. Junts van realitzar diverses composicions musicals, però a causa dels seus baixos recursos econòmics, solament van gravar tres temes. El 2000, quan Canserbero tenia dotze anys, el seu germà gran va ser assassinat; a partir d'això, va començar a inspirar-se en gèneres musicals crítics com el hard rock i hip-hop de finals de la dècada dels anys noranta. L'any 2003 Canserbero va estudiar Informàtica i a classe va conèixer Lil Supa, un integrant de Supremacy Hip-hop Clan, a qui va convidar a gravar amb Luis Muños; l'artista va integrar una agrupació sota el sota el pseudònim Basyco, un abreujament dels termes «base i contingut». Amb la banda, va interpretar cançons del gènere rap consciència. Canserbero i Lil Supa van publicar un àlbum titulat Indis, Ca+Zoo en Internet. Segons els mitjans de comunicació, el disc «va aportar un impacte important en la moguda nacional i llatinoamericana de rap no comercial». En 2008, l'artista va pujar a Internet una mixtape anomenada La nostra doctrina no és un dogma, és una guia per a l'acció, en la qual va compilar diversos dels seus temes abans gravats.
Va treballar com a analista de reclams en una empresa en Maracay i també en l'Institut Universitari Experimental de Tecnologia de la Victòria. Va estudiar Dret i Ciències Polítiques a la Universitat Bicentenaria d'Aragua, però va decidir deixar la carrera per enfocar-se en la música. En 2010 Canserbero va llançar el seu àlbum d'estudi debut com a solista, Vida, i en 2011 va rebre el guardó al millor artista hip-hop en els premis Dixtorxión.
En 2012 va publicar el seu segon àlbum, Mort, i durant l'any va realitzar diversos concerts a Mèxic i Veneçuela. A l'any següent va formar un duo amb Apatxe i va llançar Apa i Ca, el disc consta de temes com «Ready» i «Stop», una cançó que emet fortes crítiques cap als policies veneçolans. Entre 2013 a 2014 va actuar en diversos concerts en països llatinoamericans, entre ells Xile i Argentina, i també a Espanya. En 2013 va participar com a vocalista en la cançó Ella de Mala Rodríguez, per a l'àlbum Bruixota, de 2013). Canserbero tenia diversos projectes musicals que duria a terme en 2015; es preveia concerts en països de Llatinoamèrica com Panamà.

## Influències i estil musical
Segons l'artista, des de molt jove es va aficionar amb la música rock gràcies al seu pare i, en estils urbans com Reggaeton, però que després de la mort del seu mig germà, va començar a fer música rap i hard rock; gèneres musicals crítics. En 2011 Canserbero va comentar que encara seguia escoltant a artistes i bandes de rock com The Beatles, The Who, Jimi Hendrix, Black Sabbath, The Ramones, Led Zeppelin, Pink Floyd, The Rolling Stones i Queen, entre d'altres. Canserbero afirmava ser un escriptor «sincer» i «curiós», que realitzava composicions amb «passió» i «objectivitat». Algunes de les seves cançons les va realitzar després de mirar documentals i llegir alguns llibres. Reiteradament sostenia que no solament cantava cançons amb missatges positius; sobre aquest tema, al·legava que, com qualsevol persona, vivia situacions no agradables. Alguna cosa que també ho influïen a escriure sobre això, per la qual cosa no es catalogava «un model a seguir». Relatava que les persones que escoltaven les seves cançons havien de ser conscients i analítiques, perquè no totes les seves lletres contenien missatges positius.
El so de les seves cançons era descrit com a variant, segons l'artista s'havia del productor Kpu, qui constantment estava provant amb diferents instruments musicals. A més perquè ell escoltava diversos gèneres com el soul, salsa, jazz, blues, entre d'altres. En una ocasió va relatar que no li agradaven els sons contemporanis del rap; Canserbero va ser molt influït pel rap de finals dels anys noranta.

## Vida personal
Nascut l'11 de març de 1988 a l'Hospital General de Lídice Dr. Jesús Yerena de la ciutat de Caracas, com Tirone José González Oramas. Fill de José Rafael González Ollarves i Leticia Orama. Quan Canserbero tenia quatre anys, els seus pares es van mudar a un barri de Pal Negre anomenat Les Ànimes de la Pica a l'estat Aragua, on va transcórrer la seva infància i adolescència; prop de 1997 la seva mare va morir i va quedar sota la cura del seu pare.

## Assassinat
La matinada del 20 de gener del 2015, el seu cos va ser trobat als afores de l'edifici Camí Reial de la urbanització Andrés Bello a Maracay. Diferents mitjans de premsa en aquell moment van informar que Canserbero s'havia llançat des del desè pis de l'edifici, havent assassinat abans a punyalades Carlos Molnar, que era el seu amic, company de feina i nuvi de Natalia. La versió que havien publicat els mitjans de comunicació al principi va ser que Molnar li va oferir el seu apartament a Canserbero en un moment de crisi personal, atès que suposadament el raper enfrontava un episodi sever de depressió i esquizofrènia. Passada la mitjanit, i suposadament després de patir un brot psicòtic, Canserbero va assassinar el seu amic, es va dirigir a la cuina, i en un acte de desesperació, es va suïcidar llançant-se per la finestra. El germà de Natalia, Guillermo Orlando Nano, va ser qui va brindar aquesta versió a la premsa en hores del matí del dia del succés, donant-se el cas per tancat per part del CICPC de l'estat Aragua.
Investigació
El març del 2015, el llavors Defensor del Poble, Tarek William Saab, es va reunir amb els familiars de Canserbero. En aquesta reunió, va presentar una reconstrucció dels fets basat en indicis, com ara la falta de resistència aparent de Molnar al moment d'haver rebut les punyalades. També va assenyalar que la manera com suposadament Canserbero havia extret els romanets de la finestra per suïcidar-se apuntava a un acte deliberat i no al d'una persona desesperada. exerciria de productor del seu nou disc. Entre els dubtes plantejats, també hi havia la desaparició d'una suma de diners del raper, i Natalia Améstica, núvia de Molnar, va viatjar a Xile després de l'incident. Els familiars de Canserbero van negar que l'artista tingués trastorns mentals i van ressaltar la inexistència de sang a les mans que indiqués la seva participació a l'assassinat de Molnar. El seu cos va ser trobat en una posició poc usual, i les càmeres de seguretat estaven apagades.
Reobertura del cas
El novembre de 2023, el Ministeri Públic de Veneçuela va reobrir novament la investigació, sota les ordres de Saab com a fiscal, indicant que es van ordenar «immediatament» diverses diligències de recerca que incloïen la «inspecció tècnica del lloc del succés», «aixecament planimètric» , "càlcul físic de caiguda lliure", diverses citacions a "testimonis presencials i referencials", a més de l'"avaluació del protocol d'autòpsia per verificar la viabilitat d'una exhumació" del cadàver del raper. Saab també va ordenar radicar el cas a la ciutat de Caracas, després que per anys estigués arxivat a la ciutat de Maracay. Igualment va notificar a la Direcció General de Suport a la Investigació Penal traslladar experts de la Unitat Criminalista de Camp al lloc on van passar els fets. Saab va tornar a reunir-se amb els seus familiars, informant que «les investigacions s'havien reprès des de zero», ja que hi havia moltes contradiccions sobre com havia passat tot. El fiscal va informar que les autoritats no van fer les inspeccions competents en el càlcul de la caiguda que presumptament va patir. També va destacar que la família del raper va assegurar que els fets no van passar com va dir el CICPC de l'estat Aragua, que van catalogar el cas com un «assassinat-suïcidi». El president Nicolás Maduro va donar suport a la decisió del fiscal general de reobrir la investigació sobre la mort del raper veneçolà. El mandatari va expressar: «Felicito el fiscal general que va reobrir la investigació de la mort de Canserbero. Tot el meu suport perquè aclareixi què li va passar».
L'endemà, Tarek William Saab va oferir un balanç sobre la investigació, on va descartar la hipòtesi d'una possible malaltia mental per part de Canserbero, després d'entrevistar els familiars de l'artista, aconseguint constatar que el raper «gaudia de salut excel·lent». El fiscal va afegir que la informació sobre la seva salut mental va ser difosa «sense proves» pel germà de Natalia Améstica. Els familiars de Canserbero també van assegurar que el raper els havia manifestat el seu desig de «acabar la relació laboral» amb Natalia Améstica, que era el seu mànager en aquell moment, i que Canserbero «tenia excel·lents projectes a curt termini per fer».
Saab va donar a conèixer la imputació cap a Natalia i Guillermo Améstica per part del Ministeri Públic, pel delicte de «falsa atestació i obstrucció a l'administració de Justícia», arran d'haver aportat dades que no corresponien a la realitat dels fets ocorreguts a la mort de Canserbero i Carlos Molnar. A la declaració inicial que va transscriure el CICPC d'Aragua, tots dos germans van dir sense proves forenses que el raper patia de trastorns mentals, a més d'al·legar que van informar les autoritats competents per la via del 911 sobre el fatal succés, quan en realitat la trucada telefònica no va passar mai. A la investigació es va determinar, a més, que el lloc del succés havia estat totalment alterat.
Confirmació d'assassinat
El 26 de desembre de 2023, després d'arrestar els germans Améstica –Natalia i Guillermo–, van confessar ser els responsables del seu assassinat. D'acord amb Natalia, el 19 de gener de 2015, un ressentiment contra el raper es va produir després que tots dos tinguessin conflictes al voltant de les seves gires per Xile i Argentina, les quals ella li havia organitzat. En les seves declaracions, Natalia va admetre haver assassinat a punyalades Canserbero i Molnar.